# Pamela, or Virtue Rewarded
Pamela, or Virtue Rewarded är en brevroman av Samuel Richardson, publicerad 1740-1741. Den första svenska översättningen Pamela eller Den belönta dygden utkom 1783. En modern översättning Pamela eller Dygdens belöning (översättning: Ingrid Ingemark) utkom 1993.
Den vackra Pamela Andrews är tjänsteflicka hos den lättsinnige herremannen Mr. B. Han ger henne skamliga förslag, som hon stolt avvisar, och till sist friar Mr. B. Genom sin skönhet och allmänna präktighet vinner Pamela striden och kan med bevarad jungfrudom vigas med Mr. B. Sensmoral: Arbeta och var moralisk, så kommer du att lyckas. Och lita inte på överklassen!

## Parodier
Romanen blev mycket populär men också kritiserad. Författaren Henry Fielding skrev två parodier:
- 1) An Apology for the Life of Ms. Shamela Andrews (1741), där huvudpersonen skildras som en streber som genom sin låtsade oskuld vill lura den rike mannen att gifta sig med henne. Denna satir utgav Fielding under pseudonym.
- 2) Jospeh Andrews (1742), där Fielding vänder på könsrollerna och låter den kyske tjänaren Joseph (Pamelas bror) bli utsatt för skamliga förslag från sin matmor.